# Male Krće
Male Krće este un sat din comuna Pljevlja, Muntenegru. Conform datelor de la recensământul din 2003, localitatea are 142 de locuitori (la recensământul din 1991 erau 205 locuitori).

## Demografie
În satul Male Krće locuiesc 137 de persoane adulte, iar vârsta medie a populației este de 54,1 de ani (49,4 la bărbați și 60,0 la femei). În localitate sunt 54 de gospodării, iar numărul mediu de membri în gospodărie este de 2,63.
Această localitate este populată majoritar de sârbi (conform recensământului din 2003).
|  |

| Demografie | Demografie | Demografie |
| An         | Locuitori  | Locuitori  |
| ---------- | ---------- | ---------- |
|            |            |            |
|            |            |            |
|            |            |            |
|            |            |            |
| 1948       | 150        |            |
| 1953       | 348        |            |
| 1961       | 404        |            |
| 1971       | 370        |            |
| 1981       | 321        |            |
| 1991       | 205        | 202        |
| 2003       | 171        | 142        |

| \| Componența etnică conform recensământului din 2003[2] \| Componența etnică conform recensământului din 2003[2] \| Componența etnică conform recensământului din 2003[2] \| Componența etnică conform recensământului din 2003[2] \| Componența etnică conform recensământului din 2003[2] \| \| ----------------------------------------------------- \| ----------------------------------------------------- \| ----------------------------------------------------- \| ----------------------------------------------------- \| ----------------------------------------------------- \| \| \| \| \| \| \| \| Sârbi \| Sârbi \| \| 109 \| 76,76% \| \| Muntenegreni \| Muntenegreni \| \| 24 \| 16,9% \| \| necunoscută \| necunoscută \| \| 9 \| 6,33% \| |              |  |     |        |
| Componența etnică conform recensământului din 2003 |              |  |     |        |
| |              |  |     |        |
| Sârbi | Sârbi        |  | 109 | 76,76% |
| Muntenegreni | Muntenegreni |  | 24  | 16,9%  |
| necunoscută | necunoscută  |  | 9   | 6,33%  |